# ميكيل كوفمان
ميكيل كوفمان (بالدنماركية: Mikkel Kaufmann)‏ هو لاعب كرة قدم دنماركي، ولد في 3 يناير 2001 في آلبورغ في الدنمارك. لعب مع البورك بولدسبيلكلوب ‏.

## روابط خارجية
- ميكيل كوفمان على موقع إي إس بي إن إف سي (الإنجليزية)
- ميكيل كوفمان على موقع قاعدة بيانات كرة القدم.إي يو (الإنجليزية)
- ميكيل كوفمان على موقع Soccerbase.com (لاعب) (الإنجليزية)
- ميكيل كوفمان على موقع Soccerway.com (الإنجليزية)
- ميكيل كوفمان على موقع عالم كرة القدم.نت (الإنجليزية)